# Kästorf-Sandkamp
Kästorf-Sandkamp ist eine Ortschaft der Stadt Wolfsburg. Die Ortschaft gliedert sich in die Stadtteile Kästorf und Sandkamp.
Die Ortschaft Kästorf-Sandkamp wurde nach einer am 1. Juli 1972 vollzogenen Kreisreform zur kommunalen Neugliederung Niedersachsens, nach Umgliederung der vorher selbständigen Gemeinden Kästorf und Sandkamp aus dem Landkreis Gifhorn in die Stadt Wolfsburg, gebildet.

## Politik
Ortsbürgermeister der Ortschaft Kästorf-Sandkamp ist Francescantonio Garippo (SPD).